# Теорема Ліувілля про збереження фазового об'єму
Теорема Ліувілля — ключова теорема гамільтонової механіки і класичної статистичної фізики. Згідно з нею, функція розподілу (густина ймовірності) гамільтонової системи залишається сталою вздовж будь-якої траєкторії у фазовому просторі, тобто, довільна область фазового простору зберігатиме свій об'єм при еволюції гамільтонової системи.
Об'єм області в фазовому просторі визначається, як
{\displaystyle \Gamma =\int \prod _{i}dq_{i}dp_{i}.}
Еволюція системи задається рівняннями гамільтонової механіки. Тоді будь-яка довільно вибрана область в фазовому просторі буде змінюватися й деформуватися з часом, але згідно з теоремою Ліувілля зберігатиме свій об'єм.
Ця теорема має важливе значення для статистичної фізики.

## Рівняння Ліувілля
Рівняння Ліувілля описує часову еволюцію функції розподілу у фазовому просторі. Хоча це рівняння носить ім'я Ліувілля, фактично його вперше опублікував Джозая Віллард Ґіббс у 1902 році. Але оскільки його виведення для неканонічних систем базується на тотожності, виведеній Ліувіллем у 1838 році, то це рівняння носить ім'я Ліувілля.
Розглянемо гамільтонову дінамічну систему з канонічними координатами {\displaystyle q_{i}} та спряженими імпульсами {\displaystyle p_{i}}, де i = 1, …, n. Тоді функція розподілу {\displaystyle \rho (p,q)} визначає ймовірність {\displaystyle \rho (p,q)d^{n}qd^{n}p} того, що система знаходиться у нескінченно малому об'ємі {\displaystyle d^{n}qd^{n}p} фазового простору. Тоді рівняння Ліувілля визначатиме еволюцію функції розподілу {\displaystyle \rho (p,q,t)} у момент часу t:
{\displaystyle {\frac {d\rho }{dt}}={\frac {\partial \rho }{\partial t}}+\sum _{i=1}^{n}{\Bigl (}{\frac {\partial \rho }{\partial q_{i}}}{\dot {q_{i}}}+{\frac {\partial \rho }{\partial p_{i}}}{\dot {p_{i}}}{\Bigr )}=0.}
Часові похідні, що позначені крапками, визначаються з рівнянь Гамільтона. Отже, отримане рівняння демонструє збереження густини у фазовому просторі. Теорема Ліувілля стверджує, що:
Функція розподілу залишається постійною вздовж будь-якої траєкторії у фазовому просторі.
Простим доказом теореми слугує той факт, що функція розподілу {\displaystyle \rho (p,q)} задовольняє рівняння неперервності:
{\displaystyle {\frac {d\rho }{dt}}={\frac {\partial \rho }{\partial t}}+\sum _{i=1}^{n}{\Bigl (}{\frac {\partial (\rho {\dot {q}}_{i})}{\partial q_{i}}}{\dot {q_{i}}}+{\frac {\partial (\rho {\dot {p}}_{i})}{\partial p_{i}}}{\dot {p_{i}}}{\Bigr )}=0,}
причому член,
{\displaystyle \rho \sum _{i=1}^{n}{\Bigl (}{\frac {\partial {\dot {q}}_{i}}{\partial q_{i}}}+{\frac {\partial {\dot {p}}_{i}}{\partial p_{i}}}{\Bigr )}=\rho \sum _{i=1}^{n}{\Bigl (}{\frac {\partial ^{2}{\mathcal {H}}}{\partial q_{i}p_{i}}}{\dot {q_{i}}}+{\frac {\partial ^{2}{\mathcal {H}}}{\partial p_{i}q_{i}}}{\Bigr )}=0,}
якщо використати рівняння Гамільтона, тотожно дорівнює нулю ({\displaystyle {\mathcal {H}}} — функція Гамільтона). 
Наслідком теореми Ліувілля є рівняння для функції густини станів у фазовому просторі.
Незмінність об'єму довільної області в фазовому просторі означає те, що незмінною залишається ймовірність знайти систему в цьому об'ємі
{\displaystyle {\frac {d\rho }{dt}}=0},
де береться так звана повна похідна.
Однак сама область деформується й міняє форму. Якщо ж цікавитися фіксованим об'ємом, то з плином часу одні траєкторії входитимуть у нього, інші — виходитимуть. Баланс цих траєкторій призводить до рівняння Ліувілля
{\displaystyle {\frac {\partial \rho }{\partial t}}=-\{\rho ,H\}},
де H — функція Гамільтона, а {.,.} позначає дужку Пуассона.

## Виноски
1. ↑  Гиббс Дж. В. Основные принципы статистической механики. — М.—Л. : ГИТТЛ, 1946. — 203 с. (Глава 1. Общие понятия. Принцип сохранения фазового объема.)
2. ↑  Liouville J. Note sur la Théorie de la Variation des constantes arbitraires // Journal de Mathématiques Pures et Appliquées. — 1838. — Т. 3. — С. 342-349.